# John Ward (hrabia)
John William Ward, 1. hrabia Dudley (ur. 9 sierpnia 1781, zm. 6 marca 1833), brytyjski arystokrata i polityk, członek stronnictwa torysów, minister spraw zagranicznych w rządach George’a Canninga, lorda Godericha i księcia Wellington.
Był synem Williama Warda, 3. wicehrabiego Dudley i Ward, oraz Mary Carver. Ukończył studia na Uniwersytecie Oksfordzkim. Początkowo (od 1798 r.) studiował w Oriel College, ale w 1800 r. przeniósł się do Corpus Christi College. Uczelnię ukończył w 1802 r. Był członkiem Towarzystwa Królewskiego.
W 1802 r. został wybrany do Izby Gmin jako reprezentant okręgu Downton. W 1803 r. zmienił okręg wyborczy na Worcestershire. Od 1806 r. reprezentował okręg wyborczy Petersfield. W latach 1807–1812 był deputowanym z okręgu Wareham, w latach 1819–1823 z okręgu Bossiney. Po śmierci ojca w 1823 r. odziedziczył tytuły wicehrabiego Dudley i Ward oraz barona Ward i zasiadł w Izbie Lordów.
W 1827 r. został ministrem spraw zagranicznych w rządzie Canninga. Pozostał na tym stanowisku w rządach Godericha i Wellingtona do maja 1828 r. W 1827 r. został także członkiem Tajnej Rady oraz otrzymał tytuły hrabiego Dudley i wicehrabiego Ednam.
Lord Dudley zmarł w 1833 r. Nigdy się nie ożenił i nie pozostawił potomstwa. Wraz z jego śmiercią wygasły tytuły hrabiego Dudley, wicehrabiego Dudley i Ward oraz wicehrabiego Ednam. Tytuł barona Ward odziedziczył jego kuzyn, William.